# Eberhard Holstein
Eberhard Holstein (* 24. Juni 1910; † 1995) war ein deutscher Architekt in Stuttgart.

## Leben und Wirken
Der Vater Friedrich Holstein war Stadtbaurat in Feuerbach und erster Präsident der Architektenkammer Baden-Württemberg. Eberhard Holstein wurde Diplom-Ingenieur.
Anfang der 1930er Jahre war er im pommerschen Kolberg (heute Kołobrzeg) tätig.
Seit 1936 lebte er wieder in Stuttgart-Feuerbach. Eberhard Holstein arbeitete mit den Architekten Erwin Rohrberg und Erich Fritz zusammen, seit Anfang der 1960er Jahre häufiger mit Prof.   Frowein. Das Architektenbüro Frowein und Holstein bestand noch Anfang der 1990er Jahre.

## Bauten (Auswahl)
Eberhard Holstein projektierte evangelische Kirchen und andere Gebäude vor allem in Neubaugebieten in Stuttgart und Umgebung. (Einige Entwürfe seines Vaters in Feuerbach aus den 1920er Jahren werden ihm manchmal irrtümlich zugeschrieben.)
| Jahr      | Ort                               | Gebäude                            | Bild | Bemerkungen                                                                                           |
| --------- | --------------------------------- | ---------------------------------- | ---- | --- |
| 1931–1932 | Kolberg, heute Kołobrzeg, Pommern | Erlöserkirche                      |      | seit 1946 katholische Kreuzerhöhungskirche                                                            |
| 1938      | Stuttgart-Rohr                    | Thinghalle                         |      | HJ-Heim, mit Erwin Rohrberg, heute Teil der Albert-Schweitzer-Schule                                  |
| 1954–1955 | Stuttgart-Feuerbach               | Gustav-Werner-Kirche               |      | Gemeindezentrum, mit Erich Fritz                                                                      |
| 1957–1958 | Stuttgart-Giebel                  | Theater im Giebel                  |      | Filmtheater mit 474 Plätzen, projektiert mit Carl-Herbert Frowein; 1972 geschlossen, heutige Nutzung? |
| 1966–1967 | Stuttgart-Fasanenhof,             | Bonhoefferkirche,                  |      | mit Carl-Herbert Frowein, aus Stahlbeton                                                              |
| 1966–1967 | Leonberg                          | Gesamtkirchengemeinde Leonberg     |      | mit Carl-Herbert Frowein, Sichtbeton auf sechseckigem Grundriss                                       |
| 1983      | Stuttgart-Feuerbach               | Burgenlandzentrum mit Lutherkirche |      | Gemeindezentrum                                                                                       |